# Laena yulongica
Laena yulongica – gatunek chrząszcza z rodziny czarnuchowatych i podrodziny omiękowatych.
Gatunek ten został opisany w 2001 roku przez Wolfganga Schawallera. Miejsce typowe leży w górach Yulong Shan.
Chrząszcz o ciele długości od 6 do 7,1 mm. Przedplecze na przedniej krawędzi znacznie szersze niż na tylnej, o brzegu bocznym nieobrzeżonym, brzegu tylnym nieobrzeżonym i zagiętym w dół, kątach przednich wystających; jego powierzchnia szagrynowana, z trzema wgłębieniami (poza wgłębieniami płaska) i pokryta grubymi, w większości opatrzonymi krótkimi szczecinkami punktami oddalonymi od siebie o 0,5–2 średnicę. Na pokrywach brak rowków, tylko ułożone w rzędy punkty, zbliżone wielkością do tych na przedpleczu i w większości pozbawione wyraźnych szczecinek. Na międzyrzędach rozproszone, drobne punkty z bardzo krótkimi szczecinkami. Siódmy międzyrząd kilowato wyniesiony na całej długości. Odnóża obu płci o bezzębych udach. Samiec z szerokim, łopatowatym apicale edeagusa.
Owad endemiczny dla Chin, znany tylko z Junnanu.